# サンダーバード3号
| サンダーバード3号 |        |
| 全長              | 87.48m |
| 全幅(最大直径)    | 24.38m |
| 本機重量          | 562t   |
| 発進時推力        | 2,000t |
| 最大持続加速度    | 5G     |
| 緊急時加速度      | 10G    |
| 動力源            | 原子炉 |

サンダーバード3号は、SF人形劇『サンダーバード』に登場する架空の単段式有人原子力ロケット（原子力推進機）である。メインパイロットは、トレーシー一家の末っ子アラン・トレーシー。機体色は赤色がベース。

## 機体解説
国際救助隊の大気圏外救助活動を主な目的とする再使用型宇宙往還機。非災害発生時においては、サンダーバード5号への物資輸送及び乗員交代を目的とする単段式宇宙輸送機（補助推進ブースターおよび外部燃料タンクを必要とせずに大気圏脱出可能）としても用いられる。実際に救助活動を行ったエピソードはわずか3話であるが、前述の5号との往還機としての役目もあるため出番はそれなりに多い。エピソードが進むにつれて救助活動外での登場（上記の5号への接続、格納庫での待機、デモ飛行など）も増えた。
本来1～2名のサポートを必要とするが、メインパイロット1名でも操縦可能。パイロットシート（制御室内）は側部に向かって配置されている。長期救助活動の為、本機内には2名分の休息設備がある。
他のサンダーバードマシンと異なり、武装は無い。一方でマシンの中で一度も被弾していない。本機における救助活動は対象に可能な限り接近し、隊員が宇宙服に着替えて行うのがほとんどであるが、宇宙ロケットを遠隔操作する為の電波放射装置を機内に搭載している。(しかし出力自体はサンダーバード2号のメカである電波放射機より劣る。)太陽号救出時には、他の装置を犠牲にして出力を最大級に上げた事で太陽号の逆噴射点火に成功したが、操作を担当するミンミンがスイッチを切る前に熱中症で失神した為、パワー不足で逆に3号の逆噴射が出来なくなる事態に陥った。この時は同時作戦を展開していた2号のアシストによって電波放射が中和され、逆噴射が復活して危機を脱している。

## 発進シークエンス
発進指令を受けたパイロットは、トレーシー邸のラウンジに偽装された本部指令所のソファー（隠蔽されたボタンを押す事で、地下へと降下。すぐに下からダミーのソファーがラウンジにせり上がって、カモフラージュする）を使用し、トレーシー邸の離れにある2階建てラウンドハウス（ドーナツ状の建物。耐震、耐火、耐煙）地下に埋設された本機格納サイロへと移動。本機下部より本機中心を貫くようにソファが専用シリンダーによって持ち上げられ、本機内ラウンジに固定。パイロットは本機内の高速リフトにて制御ルームへ移動。シリンダーがサイロ地下に収納され、本機のソファー搬入用ゲートが密閉される事で、発進準備完了。ラウンドハウスの中心を潜るように発進する。

## 全長の変更
当初の設定上の全長は60.8m。この数字はドラマの企画立案の段階で発表されていた、アポロ計画に使用されるサターン1型ロケットを参考に設定され、物語において明言はされなかったが、放映初期の関係出版物及び玩具ではそうアナウンスされた。
しかし、本放送期間中に発表されたサターンV 型ロケットの全長が110mと発表されたのを機に、87.48mに変更。
ちなみに、全体のシルエットがやや3号に似ているサンダーバード1号は、全長35.05mと3号の半分以下のサイズである。

## リメイク版スペック

### 2004年版
機首部分に窓が追加されている。外部フレームが板状になり、周囲のエンジンの外に小翼が追加され、大気圏内の飛行が可能になっている。
- タイプ - 宇宙ロケット
- 全長 - 175フィート
- 直径 - 23フィート
- 重量 - 562トン

### ARE GO版
宇宙ロケット。宇宙での事故や物資の輸送に活躍する。アランと共にケーヨ、またはスコットも搭乗することがある。2004年の劇場版同様、大気圏内も飛行可能。旧作での外部フレームが、大きく前面に可動する3基の大型アームとなっており、更にアーム先端にワイヤー発射機構を搭載。旧作で船体後部にあった板状のものは、格納庫になっており、ポッドモジュールを1機搭載しているほか、貨物室としての役割も兼ねる。また、4号を搭載する事も可能。重力の弱い場所に着陸する際は、アームを使って上下逆に着陸し、機首内蔵のドリルで安定させる。船内には船外活動用のサーフボード状の小型ロケットやサンダーバード5号に常駐するジョンの予備宇宙服を搭載。
- 用途 - 宇宙救助機（SPACE RESCUE）
- 全長-83m 最大半径-14.21m(筆者が写真などで独自に調査、正確ではない)
- 貨物室　全長-13.5m ハッチ部分-10.42m(筆者が写真などで独自に調査、正確ではない)
- スタートシステム - ハイブリッド電磁誘導装置/ロケットモーター
- ドライブシステム - イオンドライブ粒子加速装置
- 最大加速 - 10G
- 機器 - 3つのアーム、可換カーゴシステム、高熱・放射線シールド、マキシマム・マックス(シーズン2以降)